# Ириэ, Рёсукэ
Рёсукэ Ириэ (яп. 入江 陵介 Ириэ Рё:сукэ, род. 24 января 1990, Осака) — японский пловец, специализирующийся в плавании на спине на дистанциях в 50, 100 и 200 метров. Трёхкратный призёр Олимпийских игр, многократный призёр чемпионатов мира, 6-кратный чемпион Азиатских игр. Участник 4 Олимпийских игр (2008, 2012, 2016, 2020).
На Азиатских играх 2006 года в Дохе 16-летний Ириэ выиграл золото на дистанции 200 метров на спине с результатом 1:58.85.
На Олимпийских играх 2008 года 18-летний Ириэ выступал только на дистанции 200 метров на спине. В финале Ириэ проплыл за 1.55,72 и занял пятое место.
На чемпионате мира по водным видам спорта 2009 года в Риме стал вторым на дистанции 200 метров на спине. В финале Ириэ проплыл за 1:52.51, что было на 0,57 сек быстрее мирового рекорда Аарона Пирсола, установленного тремя неделями ранее. Однако сам Пирсол проплыл за 1:51.92 и выиграл золото.
На чемпионате мира 2011 года Ириэ стал вторым на дистанции 200 метров на спине и третьим на дистанции 100 метров на спине.
На Олимпийских играх 2012 года в Лондоне рассматривался как один из основных претендентов на награды в плавании на спине. На дистанции 100 метров на спине Ириэ стал третьим с результатом 52,97, уступив американцам Мэтту Гриверсу и Нику Томену. На дистанции 200 метров на спине Ириэ завоевал серебро с результатом 1.53,78, проиграв американцу Тайлеру Клэри (1.53,41). Также Ириэ помог сборной Японии завоевать серебро в комбинированной эстафете 4×100 метров, выступая на первом этапе.
За карьеру выступал на пяти Азиатских играх (2006, 2010, 2014, 2018, 2023) и завоевал 18 медалей, включая 6 золотых.
В настоящее время тренируется в Австралии.

## Результаты Ириэ на Олимпийских играх
Зелёным выделены участия в финальных заплывах
| Дистанция                        | 2008 | 2012 | 2016 | 2020 |
| -------------------------------- | ---- | ---- | ---- | ---- |
| 100 метров на спине              | —    | 3    | 7    | 9    |
| 200 метров на спине              | 5    | 2    | 8    | 7    |
| Комбинированная эстафета 4×100 м | —    | 2    | 5    | 6    |